# 1983年ウィンブルドン選手権
1983年 ウィンブルドン選手権（1983ねんウィンブルドンせんしゅけん、The Championships, Wimbledon 1983）は、イギリス・ロンドン郊外にある「オールイングランド・ローンテニス・アンド・クローケー・クラブ」にて、1983年6月20日から7月3日にかけて開催された。

## 大会の流れ
- この年から、女子シングルスも「128名」の選手による7回戦制のトーナメントになり、こうして現在のような競技システムが確立された。前年までの女子シングルスは「96名」の選手による7回戦制のトーナメントで、シード選手16名を含む32名の上位選手は「1回戦不戦勝」（抽選表では“Bye”と表示）があったが、1983年からは「1回戦不戦勝」が廃止され、すべての選手が1回戦からプレーするようになった。（男子シングルスは128名の選手による7回戦制で行われてきた。）

## シード選手

### 男子シングルス
1. ジミー・コナーズ　（4回戦）
2. ジョン・マッケンロー　（優勝、2年ぶり2度目）
3. イワン・レンドル　（ベスト4）
4. ギレルモ・ビラス　（1回戦）
5. マッツ・ビランデル　（3回戦）
6. （試合開始前に棄権）
7. ホセ・ルイス・クラーク　（1回戦）
8. ビタス・ゲルレイティス　（2回戦）
9. スティーブ・デントン　（1回戦）
10. （試合開始前に棄権）
11. ヨハン・クリーク　（3回戦）
12. ケビン・カレン　（ベスト4）
13. ブライアン・ゴットフリート　（4回戦）
14. ビル・スカンロン　（4回戦）
15. ハンク・プフィスター　（2回戦）
16. ティム・メイヨット　（ベスト8）

### 女子シングルス
1. マルチナ・ナブラチロワ　（優勝、2年連続4度目）
2. クリス・エバート・ロイド　（3回戦）
3. アンドレア・イエガー　（準優勝）
4. トレーシー・オースチン　（試合開始前に棄権）
5. パム・シュライバー　（2回戦）
6. ベッティーナ・バンジ　（1回戦）
7. ウェンディ・ターンブル　（4回戦）
8. ハナ・マンドリコワ　（4回戦）
9. シルビア・ハニカ　（3回戦）
10. ビリー・ジーン・キング　（ベスト4）
11. バーバラ・ポッター　（ベスト8）
12. バージニア・ルジッチ　（4回戦）
13. ジョー・デュリー　（3回戦）
14. アンドレア・テメシュバリ　（3回戦）
15. キャシー・リナルディ　（4回戦）
16. クラウディア・コーデ＝キルシュ　（4回戦）

## 大会経過

### 男子シングルス
準々決勝
- ケビン・カレン vs.  ティム・メイヨット　4-6, 7-6, 6-2, 7-6
- クリス・ルイス vs.  メル・パーセル　6-7, 6-0, 6-4, 7-6
- イワン・レンドル vs.  ロスコー・タナー　7-5, 7-6, 6-3
- ジョン・マッケンロー vs.  サンディ・マイヤー　6-3, 7-5, 6-0

準決勝
- クリス・ルイス vs.  ケビン・カレン　6-7, 6-4, 7-6, 6-7, 8-6
- ジョン・マッケンロー vs.  イワン・レンドル　7-6, 6-4, 6-4

### 女子シングルス
準々決勝
- マルチナ・ナブラチロワ vs.  ジェニファー・ムンデル　6-3, 6-1
- イボンヌ・フェルマーク vs.  バージニア・ウェード　6-3, 2-6, 6-2
- アンドレア・イエガー vs.  バーバラ・ポッター　6-4, 6-1
- ビリー・ジーン・キング vs.  キャシー・ジョーダン　7-5, 6-4

準決勝
- マルチナ・ナブラチロワ vs.  イボンヌ・フェルマーク　6-1, 6-1
- アンドレア・イエガー vs.  ビリー・ジーン・キング　6-1, 6-1

## 決勝戦の結果
男子シングルス
- ジョン・マッケンロー vs.  クリス・ルイス　6-2, 6-2, 6-2

女子シングルス
- マルチナ・ナブラチロワ vs.  アンドレア・イエガー　6-0, 6-3

男子ダブルス
- ジョン・マッケンロー＆ ピーター・フレミング vs.  トム・ガリクソン＆ ティム・ガリクソン　6-4, 6-3, 6-4

女子ダブルス
- マルチナ・ナブラチロワ＆ パム・シュライバー vs.  ロージー・カザルス＆ ウェンディ・ターンブル　6-2, 6-2

混合ダブルス
- ジョン・ロイド＆ ウェンディ・ターンブル vs.  スティーブ・デントン＆ ビリー・ジーン・キング　6-7, 7-6, 7-5

## みどころ
- 1961年からウィンブルドン選手権の歴史を築いてきたビリー・ジーン・キング夫人が、この年を最後に第一線から退いた。最後の女子シングルスでは第10シードとしてアンドレア・イエガーとの準決勝まで進み、混合ダブルスでスティーブ・デントンとペアを組んで準優勝した。キング夫人がウィンブルドンで獲得したタイトルは、女子シングルス6勝＋女子ダブルス10勝＋混合ダブルス4勝＝総計20勝（歴代1位記録）になった。
- 男子シングルス準優勝者のクリス・ルイスは、ニュージーランドのテニス選手としてアンソニー・ワイルディング（1883年 - 1915年）以来となるウィンブルドン優勝のチャンスを逃した。女子シングルス準優勝者のアンドレア・イエガーは、1982年全仏オープンに続く2度目の4大大会準優勝になった。